# Tugumukti
Tugumukti is een bestuurslaag in het regentschap West-Bandung van de provincie West-Java, Indonesië. Tugumukti telt 5849 inwoners (volkstelling 2010).